# Glypta nebulosa
Glypta nebulosa là một loài tò vò trong họ Ichneumonidae.